# Лайт, Кевин
Кевин Ричард Лайт (англ. Kevin Richard Light; род. 16 мая 1979, Ванкувер, Британская Колумбия) — канадский гребец, выступавший за сборную Канады по академической гребле в период 2000—2011 годов. Чемпион летних Олимпийских игр в Пекине, трёхкратный чемпион мира, победитель этапов Кубка мира, победитель и призёр многих регат национального и международного значения.

## Биография
Кевин Лайт родился 16 мая 1979 года в городе Ванкувер провинции Британская Колумбия. С 1985 года постоянно проживал в Виктории.
Заниматься академической греблей начал во время учёбы в 12 классе школы Stelly's High School в 1997 году, затем поступил в Викторианский университет — состоял в местной гребной команде «Виктория Вайкс», неоднократно принимал участие в различных студенческих соревнованиях, в частности в 2001 году становился победителем традиционной регаты Opening Day Regatta, выиграв у титулованного экипажа из Вашингтонского университета.
Дебютировал на взрослом международном уровне в сезоне 2000 года, когда вошёл в основной состав канадской национальной сборной и выступил в зачёте распашных безрульных двоек на этапе Кубка мира в Люцерне. Также в этом сезоне выиграл серебряную медаль на молодёжном Кубке наций в Копенгагене.
В 2001 году в безрульных четвёрках одержал победу на этапе Кубка мира в Нью-Джерси, был шестым в восьмёрках на чемпионате мира в Люцерне.
В 2002 году в восьмёрках одержал победу на мировом первенстве в Севилье, взял бронзу на этапе Кубка мира в Люцерне.
На чемпионате мира 2003 года в Милане вновь победил в восьмёрках, был лучшим и на этапе Кубка мира в Люцерне.
Выиграв этапы Кубка мира 2004 года в Мюнхене и Люцерне, удостоился права защищать честь страны на летних Олимпийских играх в Афинах. В программе восьмёрок отобрался в главный финал А, но в решающем заезде пришёл к финишу лишь пятым и попасть в число призёров не смог.
После афинской Олимпиады Лайт остался в составе гребной команды Канады на ещё один олимпийский цикл и продолжил принимать участие в крупнейших международных регатах. Так, в 2005 году он выступил на мировом первенстве в Гифу, в восьмёрках сумел квалифицироваться в утешительный финал В и расположился в итоговом протоколе соревнований на седьмой строке.
В 2006 году в безрульных двойках стал серебряным призёром на этапе Кубка мира в Мюнхене и бронзовым призёром на чемпионате мира в Итоне.
В 2007 году в восьмёрках был лучшим на этапах Кубка мира в Линце и Люцерне, а также победил на мировом первенстве в Мюнхене, став таким образом трёхкратным чемпионом мира по академической гребле.
Выиграв этап Кубка мира 2008 года в Люцерне, благополучно прошёл отбор на Олимпийские игры в Пекине. На сей раз в программе восьмёрок обошёл всех своих соперников в финале, в том числе более чем на секунду опередил ближайших преследователей из Великобритании, и тем самым завоевал золотую олимпийскую медаль. За это выдающееся достижение впоследствии все члены этого экипажа были введены в Канадский зал славы спорта.
В 2010 году Кевин Лайт отметился выступлением на чемпионате мира в Карапиро, в зачёте четвёрок без рулевого занял итоговое 12 место.
На мировом первенстве 2011 года в Бледе добавил в послужной список бронзовую награду, полученную в рулевых двойках.
Помимо занятий спортом увлекался компьютерной графикой, изобразительным искусством, фотографией, изучал фотожурналистику. Автор множества видеороликов спортивной тематики, в том числе освещающих работу национальной сборной Канады по академической гребле.